# Torstamåla torvmuseum
Torstamåla torvmuseum är ett svenskt arbetslivsmuseum i Eriksmåla i Emmaboda kommun.
Torstamåla torvströfabrik ligger söder om Torstamåla by, vid Torstamåla mosse i Emmaboda kommun. Byn har tre gårdar, och fabriken ligger på markerna till den södra gården. Den är en av två bevarade torvfabriker, av sammanlagt åtminstone 25, i Kalmar län. Den andra är Grinderum i Frödinge socken, som lades ned 1984. 
Torstamåla torvströfabrik grundades av Lennart Roos 1945 och fabriksbyggnaden är från 1960.. Hela den maskinella utrustningen är bevarad. Järnvägsrälsen finns också kvar på mossen. 
Torvbrytningen vid mossen var manuell, småskalig och föga lönsam. Den lades ned 2002.
Anläggningen sköts sedan 2006 musealt av Föreningen Torstamåla torvmuseum.